# Pannonia (marka motocykli)

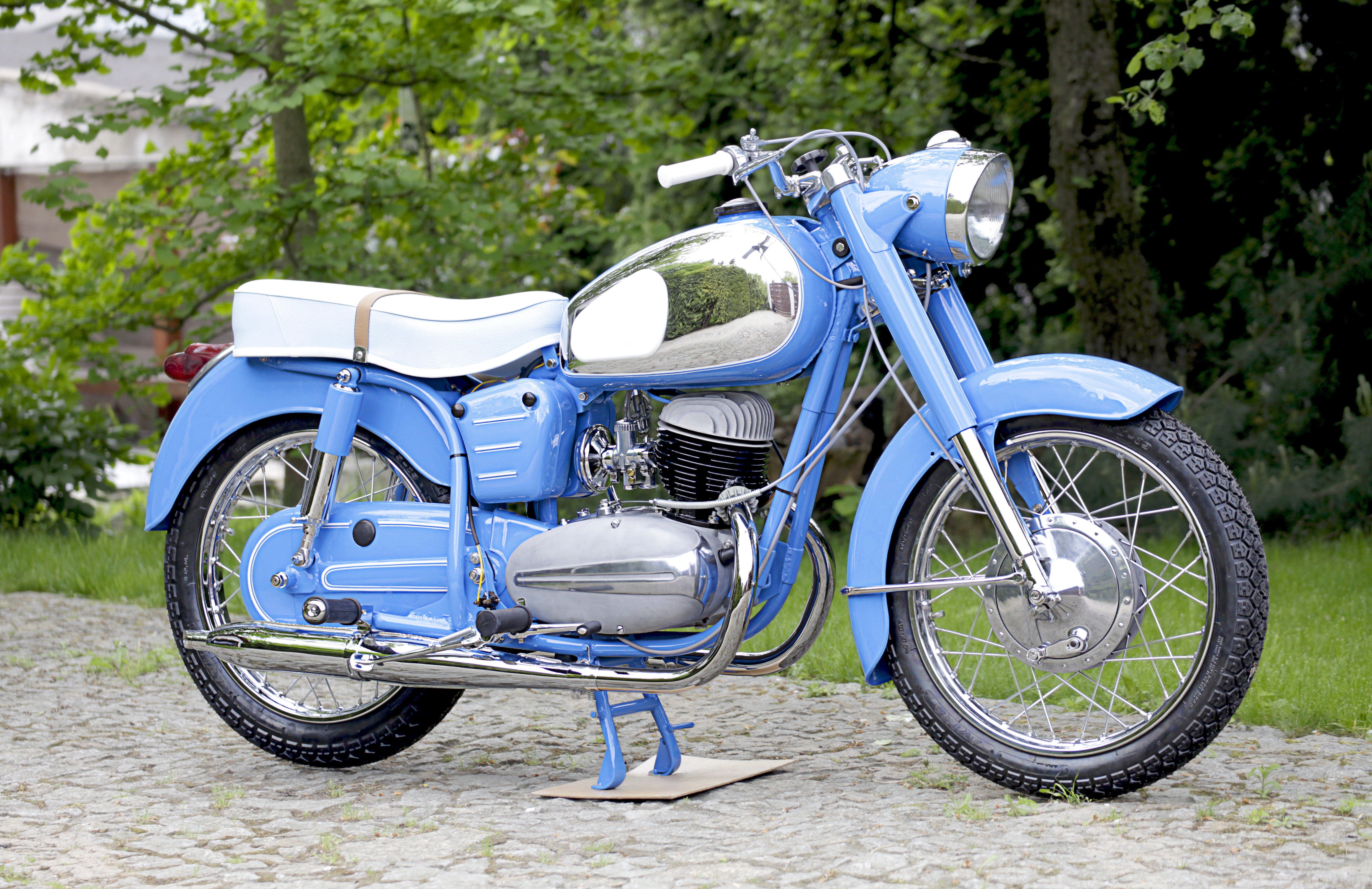
Motocykl Pannonia 250 TLF z 1962 roku (wersja eksport)

Pannonia – marka węgierskich motocykli produkowanych w zakładach Csepel w Budapeszcie w latach 1954–1975. Konstrukcja bazowała na przedwojennym motocyklu Csepel 250. Motocykle Pannonia były importowane do Polski.
Pannonia TL – w 1954 roku pojawił się model TL, który bazował wprawdzie na konstrukcji Csepel 250, jednak zastosowano w nim wiele nowoczesnych rozwiązań. Przede wszystkim to rozwiązanie tylnego zawieszenia i zastosowanie zintegrowanej kanapy. Silnik był nieznacznie zmodyfikowaną pewną i sprawdzoną jednocylindrową dwusuwową jednostką z Csepela o pojemności 250 cm³, która generowała moc 10,5 KM. Początkowo produkowano Pannonie tylko w kolorze ciemnoczerwonym. Przez pierwsze dwa lata motocykle produkowano pod starą nazwą, a w 1956 roku wprowadzono markę Pannonia.
Pannonia TLT – już dwa lata później bo w 1956 roku pojawiła się wersja motocykla po kolejnych zmianach. Poszerzyła się gama kolorów najpierw o pistacjowo-zielony, a następnie czarny. Wprowadzono kolejne zmiany konstrukcyjne i udoskonalenia, łańcuch zamknięto w obudowie, błotnik został przymocowany do dolnych lag, aby poruszał się wraz z kołem zachowując stały prześwit, zachowano schowek w baku paliwa, ale dodano dwie puszki na narzędzia i akumulator, zastosowano lakierowane tłumiki, podniesiono moc silnika do 12 KM. W takiej formie produkowano motocykl do 1958 roku.

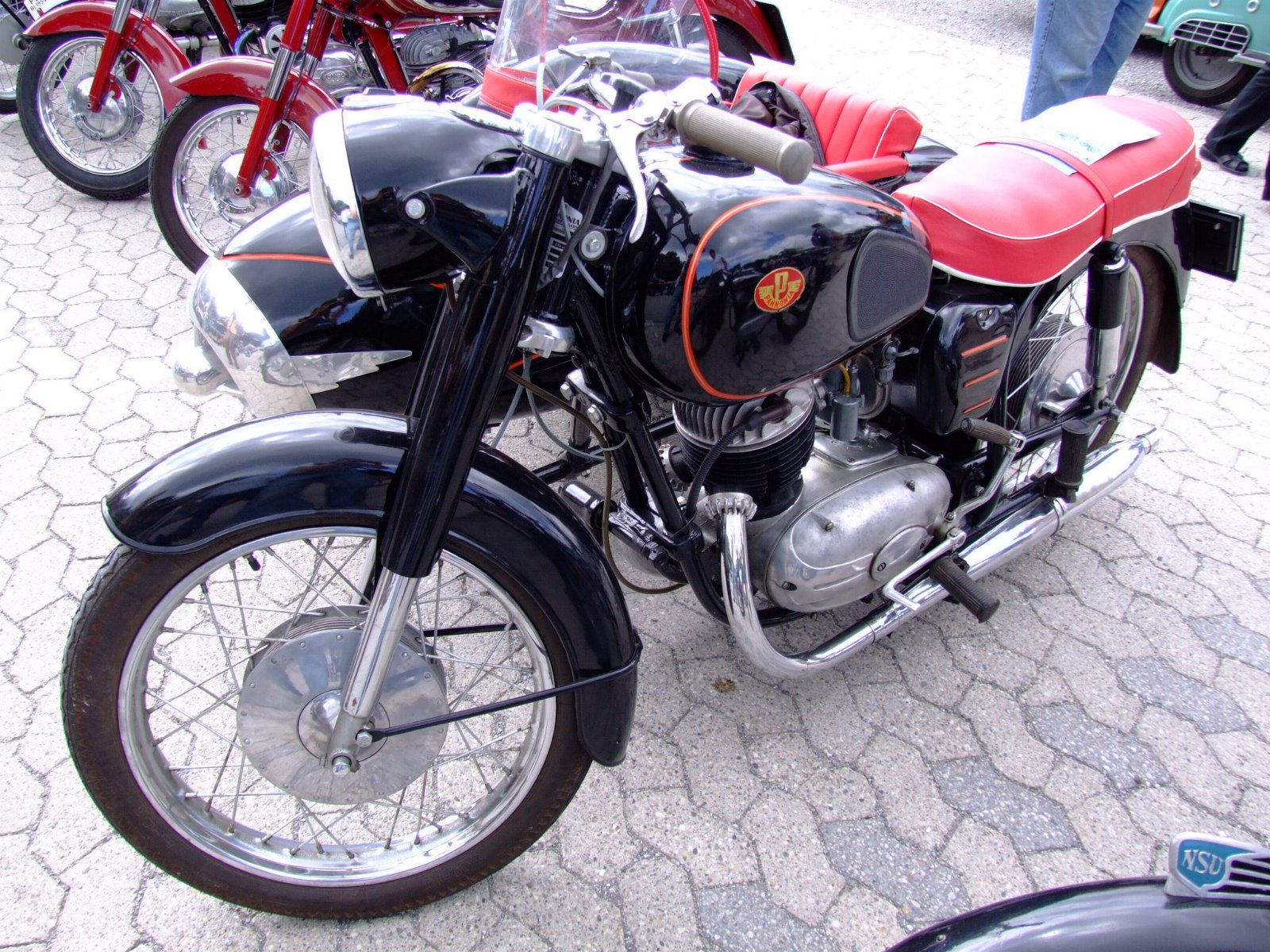
Pannonia 250 TLF (T1)

Pannonia TLF (TLD) później T1 – chyba najbardziej popularna na polskim rynku. Litera F w nazwie symbolizowała zwiększenie mocy do 14 KM, co pozwalało rozpędzić motocykl do ok. 105 km/h. Wersja TLD, rzadziej spotykana, posiadła prądnicę zamiast dynama. Ponownie też dokonano wielu zmian konstrukcyjnych; tylna lampa o kształcie kropli, zmieniono skrzynię biegów, ożebrowanie cylindra, elementy gaźnika, zlikwidowano schowek w zbiorniku paliwa, dodano linkę i cięgno ssania, zastosowano tylne amortyzatory z dwoma położeniami napięcia sprężyny do jazdy solo i z pasażerem, silnik dodatkowo zamocowano do ramy łącznikiem przy głowicy co nadało większej sztywności całej konstrukcji i zmniejszyło wibracje silnika. Produkowano też wersje eksportowe tego motocykla do NRD i krajów skandynawskich, charakteryzowały się szerszą gamą kolorów i większą ilością chromowanych elementów. Model ten z niewielkimi zmianami produkowano do 1964 roku (od 1960 roku najczęściej pod nazwą T1).

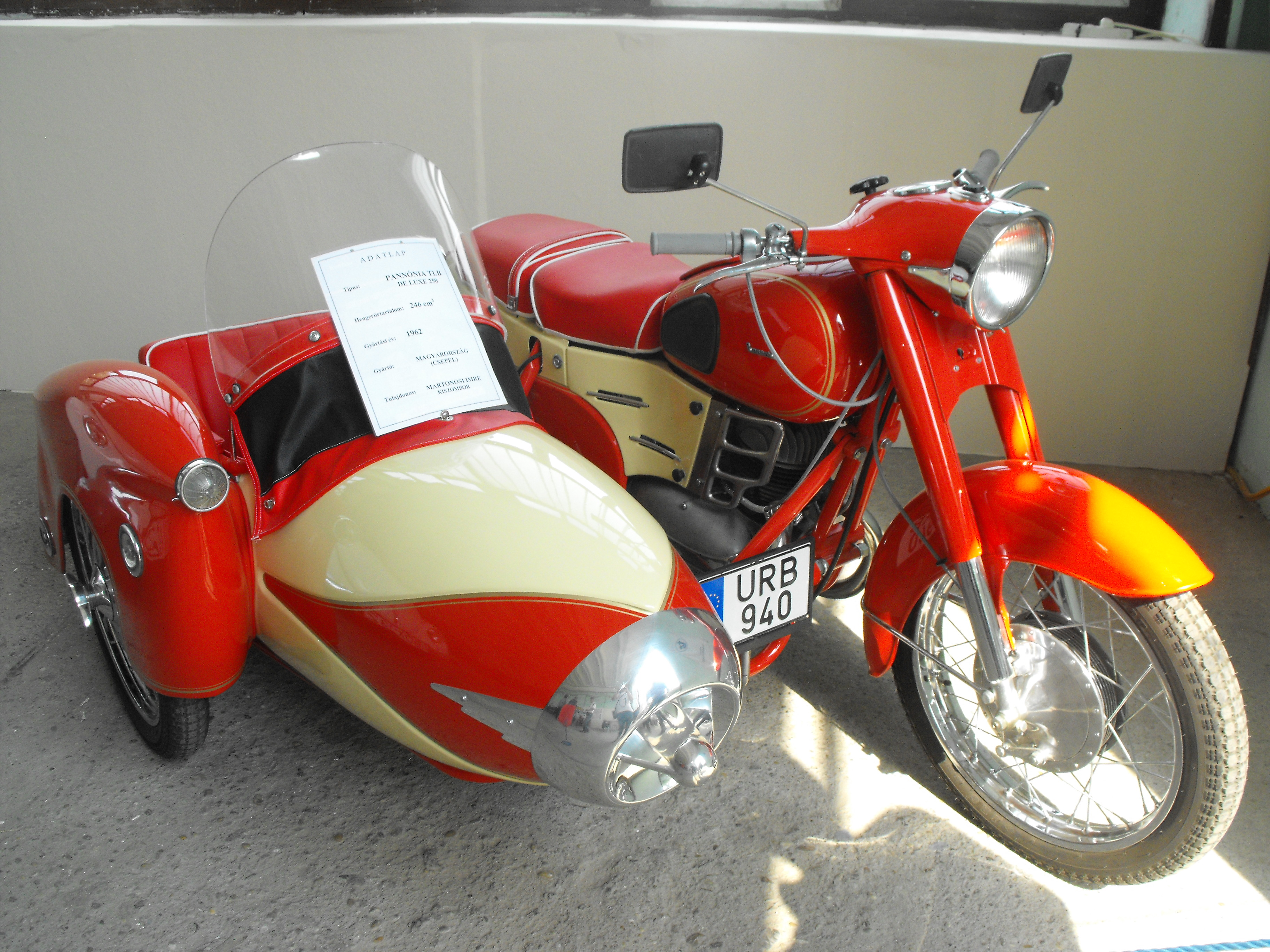
Pannonia TLB de Lux 250 z wózkiem bocznym Duna

Pannonia TLB – na bazie modelu TLF powstała wersja Pannoni o oznaczeniu TLB. Zmiany dotyczyły przede wszystkim karoserii, która została mocno zabudowana i dodano wiele ozdobnych elementów. Tylny błotnik stał się krótszy, ale o wiele głębszy zakrywając częściowo koło, zamocowano chromowany zderzak i lampę o zmienionym kształcie. Z przodu zmodyfikowano obudowy amortyzatorów, a reflektor zabudowano w stylowej osłonie z blach. Dodano również kontrolkę naładowania akumulatora. Silnik został częściowo przysłonięty chromowanymi obudowami, które zajęły miejsce puszek bocznych, dlatego ponownie mocowano zbiorniki paliwa z wbudowanym pojemnikiem. Kanapa została podzielona na dwie części z uchwytem dla pasażera. Wprowadzono też wiele mniejszych zmian i ozdobnych elementów decydujących o niezwykle nowoczesnym na owe czasy wyglądzie tego modelu. Motocykle te były głównie eksportowane do ówczesnego NRD i Związku Radzieckiego. Stosowano standardowy silnik i podobnie jak w przypadku TLF, część z nich występowała w wersji TLD z zapłonem bateryjnym.

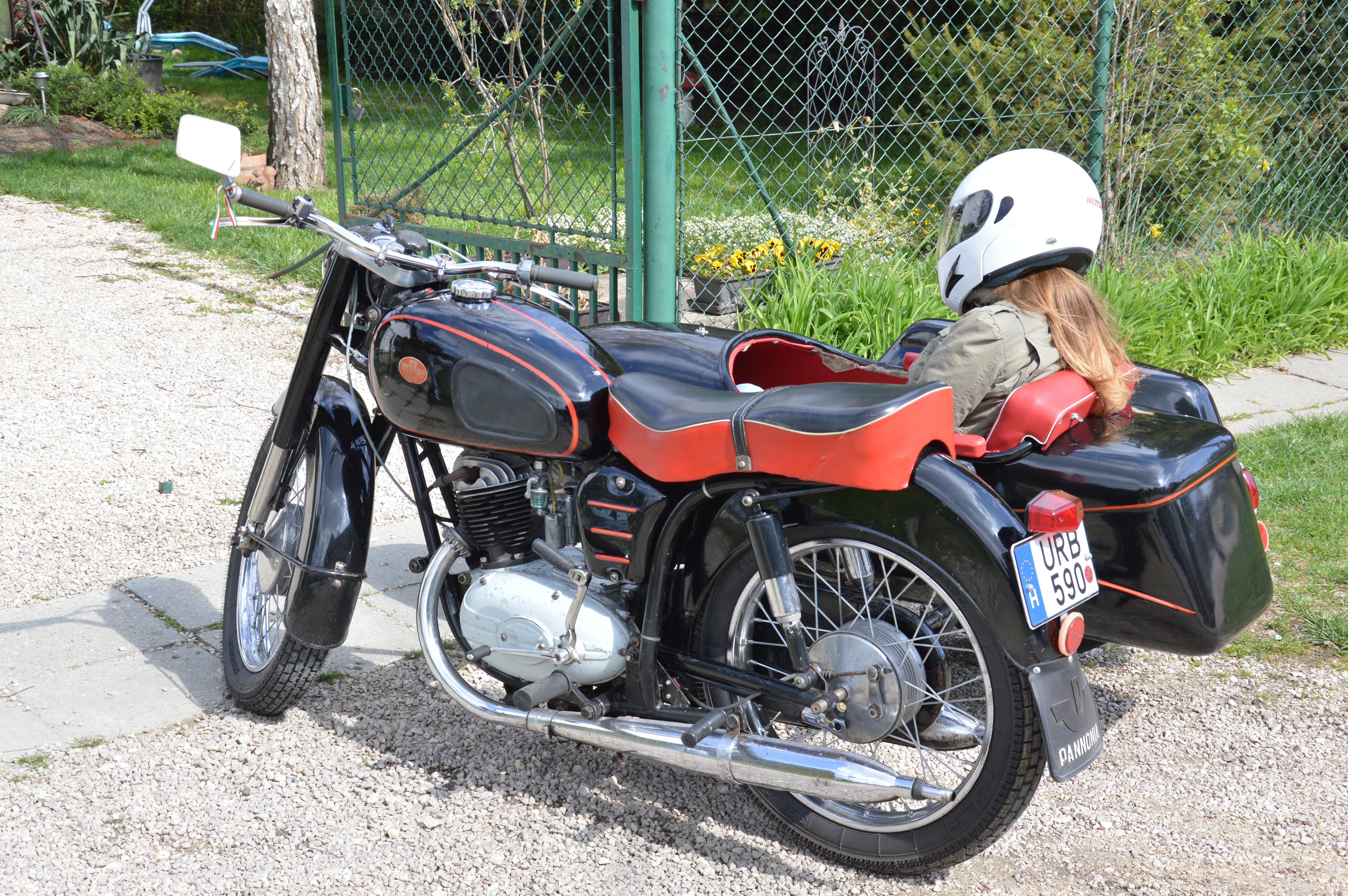
Pannonia T5 z wózkiem bocznym DUNA

Pannonia T5 – w 1964 roku pojawił się model oznaczony symbolem T5, w którym znowu dokonano kilka zmian, z czego najbardziej znamienne było zastosowanie kół z bębnami hamulcowymi o mniejszej średnicy i innym mocowanie szprych. Mimo ciągle dużej popularności Pannoni, która była solidnym motocyklem o dosyć prostej i łatwej w obsłudze konstrukcji, wiadomo było, że technologia z lat 40, na której bazowała ta konstrukcja jest już przestarzała i potrzebna jest gruntowna modyfikacja. Dlatego model T5 nie wniósł wiele nowego, gdyż już w tym czasie w fabryce zaczęto się przygotowywać do zbudowania motocykla odpowiadającego nowym standardom. Eksperymentowano z aluminiowymi cylindrami oraz jednostkami dwucylindrowymi. W przyszłości zaowocowało to powstaniem modelu P20. Powstanie jeszcze lekko zmodyfikowana wersja T5H, która wraz z modelami T10 i P20 będzie produkowana niemal do końca czyli 1975 roku.
Pannonia P10 – w 1967 roku ukazał się model posiadający już cechy nowej konstrukcji, ale jeszcze ciągle bazujący na modelu TLF. Główne zmiany dotyczą przodu motocykla, gdzie zastosowano amortyzatory z tłumieniem olejowym, zmodyfikowano konstrukcję lampy, kierownicy, montowano bak o nowocześniejszej linii, zmodyfikowano kształt głowicy i cylindra silnika, udoskonalono układ wydechowy (wyciszony), zmieniono system pobierania powietrza do gaźnika, tylny wahacz, ale też nieco zmodyfikowano siedzenie.
Motocykle produkowano do 1975 roku. Ogółem wyprodukowano ponad 600 tysięcy sztuk. Ponad 70% produkcji trafiało na eksport, z czego największe ilości sprowadzano do ZSRR (do 25 tysięcy rocznie, począwszy od modelu TLB).